# Unione Sportiva Pistoiese 1947-1948
Questa voce raccoglie le informazioni riguardanti  l'Unione Sportiva Pistoiese nelle competizioni ufficiali della stagione 1947-1948.

## Rosa
| N. |                   | Ruolo | Calciatore           |
| -- | ----------------- | ----- | -------------------- |
|    | Italia (bandiera) | C     | Corrado Bernicchi    |
|    | Italia (bandiera) | A     | Dino Bianucci        |
|    | Italia (bandiera) | C     | Giancarlo Castelli   |
|    | Italia (bandiera) | A     | Cesare Cecchi        |
|    | Italia (bandiera) | D     | Stefanino De Stefano |
|    | Italia (bandiera) | D     | Amanzio Donati       |
|    | Italia (bandiera) | A     | Ottorino Dugini      |
|    | Italia (bandiera) | A     | Natale Faccenda      |
|    | Italia (bandiera) | P     | Vincenzo Faticoni    |
|    | Italia (bandiera) | A     | Livio Filiput        |
|    | Italia (bandiera) | C     | Giancarlo Forlani    |
|    | Italia (bandiera) | C     | Antonio Frugoli      |

| N. |                   | Ruolo | Calciatore            |
| -- | ----------------- | ----- | --------------------- |
|    | Italia (bandiera) | P     | Renato Giudici        |
|    | Italia (bandiera) | A     | A. Lippi              |
|    | Italia (bandiera) | A     | Ardico Magnini        |
|    | Italia (bandiera) | A     | Altibano Maselli      |
|    | Italia (bandiera) | D     | R. Nerozzi            |
|    | Italia (bandiera) | C     | Dante Petri           |
|    | Italia (bandiera) | D     | Alfredo Piram         |
|    | Italia (bandiera) | A     | Emanuele Sodini       |
|    | Italia (bandiera) | A     | Giuliano Tagliasacchi |
|    | Italia (bandiera) | C     | Egidio Turchi         |
|    | Italia (bandiera) | D     | G. Venturi            |

## Risultati

### Campionato

#### Girone di andata
| 5 dicembre 1947 1ª giornata | Cremonese | 2 – 0 | Pistoiese |  |

| 21 settembre 1947 2ª giornata | Pistoiese | 1 – 1 | Treviso |  |

| 5 ottobre 1969 3ª giornata | Carrarese | 3 – 1 | Pistoiese |  |

| 24 agosto 4ª giornata | Pistoiese | 2 – 2 | Centese |  |

| 12 ottobre 1947 5ª giornata | Bolzano | 2 – 2 | Pistoiese |  |

| 19 ottobre 1947 6ª giornata | Pistoiese | 3 – 2 | Mantova |  |

| 26 ottobre 1947 7ª giornata | Pro Gorizia | 2 – 0 | Pistoiese |  |

| 2 novembre 1947 8ª giornata | Pistoiese | 2 – 1 | Udinese |  |

| 19 dicembre 1965 9ª giornata | Prato | 2 – 2 | Pistoiese |  |

| 23 novembre 1947 10ª giornata | Pistoiese | 1 – 0 | Piacenza |  |

| 30 novembre 1947 11ª giornata | Verona | 3 – 2 | Pistoiese |  |

| 7 dicembre 1947 12ª giornata | Pistoiese | 3 – 2 | SPAL |  |

| 5 maggio 1946 13ª giornata | Parma | 2 – 2 | Pistoiese |  |

| 20 ottobre 1946 14ª giornata | Pistoiese | 4 – 1 | Venezia |  |

| 4 gennaio 1948 15ª giornata | Pistoiese | 0 – 0 | Reggiana |  |

| 30 novembre 1975 16ª giornata | Suzzara | 3 – 0 | Pistoiese |  |

| 5 ottobre 1947 17ª giornata | Padova | 2 – 1 | Pistoiese |  |

#### Girone di ritorno
| 15 febbraio 1948 18ª giornata | Pistoiese | 0 – 1 | Cremonese |  |

| 22 febbraio 1948 19ª giornata | Treviso | 2 – 2 | Pistoiese |  |

| 29 febbraio 1948 20ª giornata | Pistoiese | 0 – 0 | Carrarese P. Binelli |  |

| 7 marzo 1948 21ª giornata | Centese | 0 – 0 | Pistoiese |  |

| 14 marzo 1948 22ª giornata | Pistoiese | 1 – 2 | Bolzano |  |

| 21 marzo 1948 23ª giornata | Mantova | 2 – 0 | Pistoiese |  |

| 28 marzo 1948 24ª giornata | Pistoiese | 2 – 1 | Pro Gorizia |  |

| 11 aprile 1948 25ª giornata | Udinese | 2 – 0 | Pistoiese |  |

| 17 aprile 1948 26ª giornata | Pistoiese | 1 – 0 | Prato |  |

| 25 aprile 1948 27ª giornata | Piacenza | 3 – 1 | Pistoiese |  |

| 2 maggio 1948 28ª giornata | Pistoiese | 0 – 2 | Verona |  |

| 9 maggio 1948 29ª giornata | SPAL | 2 – 0 | Pistoiese |  |

| 23 maggio 1948 30ª giornata | Pistoiese | 0 – 2 | Parma |  |

| 30 maggio 1948 31ª giornata | Venezia | 0 – 0 | Pistoiese |  |

| 6 giugno 1948 32ª giornata | Reggiana | 4 – 0 | Pistoiese |  |

| 13 giugno 1948 33ª giornata | Pistoiese | 2 – 1 | Suzzara |  |

| 20 giugno 1948 34ª giornata | Pistoiese | 1 – 1 | Padova |  |